# Giải bóng đá hạng nhất quốc gia Saint Lucia 2016
Giải bóng đá hạng nhất quốc gia Saint Lucia 2016 là mùa giải thứ 38 của giải bóng đá cao nhất tại Saint Lucia. Giải bóng đá hạng nhất quốc gia Saint Lucia bắt đầu từ 22 tháng 10 năm 2016, và kết thúc ngày 8 tháng 12 năm 2016.
Chỉ có ít thông tin được báo cáo từ Hiệp hội bóng đá Saint Lucia, nhưng từ những gì báo cáo thấy được, Survivals FC giành chức vô địch, có nhiều điểm nhất sau 7 trận đấu. Đây là danh hiệu đầu tiên của câu lạc bộ.

## Đội bóng
Có tổng cộng 8 đội bóng tham gia mùa giải 2016. Các đội này được thi đấu ở giải được tái lập từ màn trình diễn của họ tại Cúp Chủ tịch SLFA 2015.
| Đội bóng                  | Thành phố      | Sân nhà                        |
| ------------------------- | -------------- | ------------------------------ |
| Big Players               | Castries       | Marchand Grounds               |
| Ciceron Seagulls          | Castries       | Ciceron Secondary School Field |
| Northern United All Stars | Gros Islet     | Gros Islet Cricket Oval        |
| Platinum                  | Vieux Fort     | Sân vận động George Odlum      |
| R.V. Juniors              | Anse la Raye   |                                |
| Rovers United             | Castries       | Mindoo Phillip Park            |
| Survivals                 | Mabouya Valley | Richfond Field                 |
| Young Roots               | Soufrière      | Soufrière Mini-Stadium         |

## Bảng xếp hạng
```
1.Survivals FC             7   5  1  1         16  Vô địch
2.Big Players FC           7   5  0  2         15
3.Northern United          7   4  2  1         14
```

Không rõ đội bóng xếp thứ 4 đến thứ 8 trong mùa giải.